# Dorfgütingen

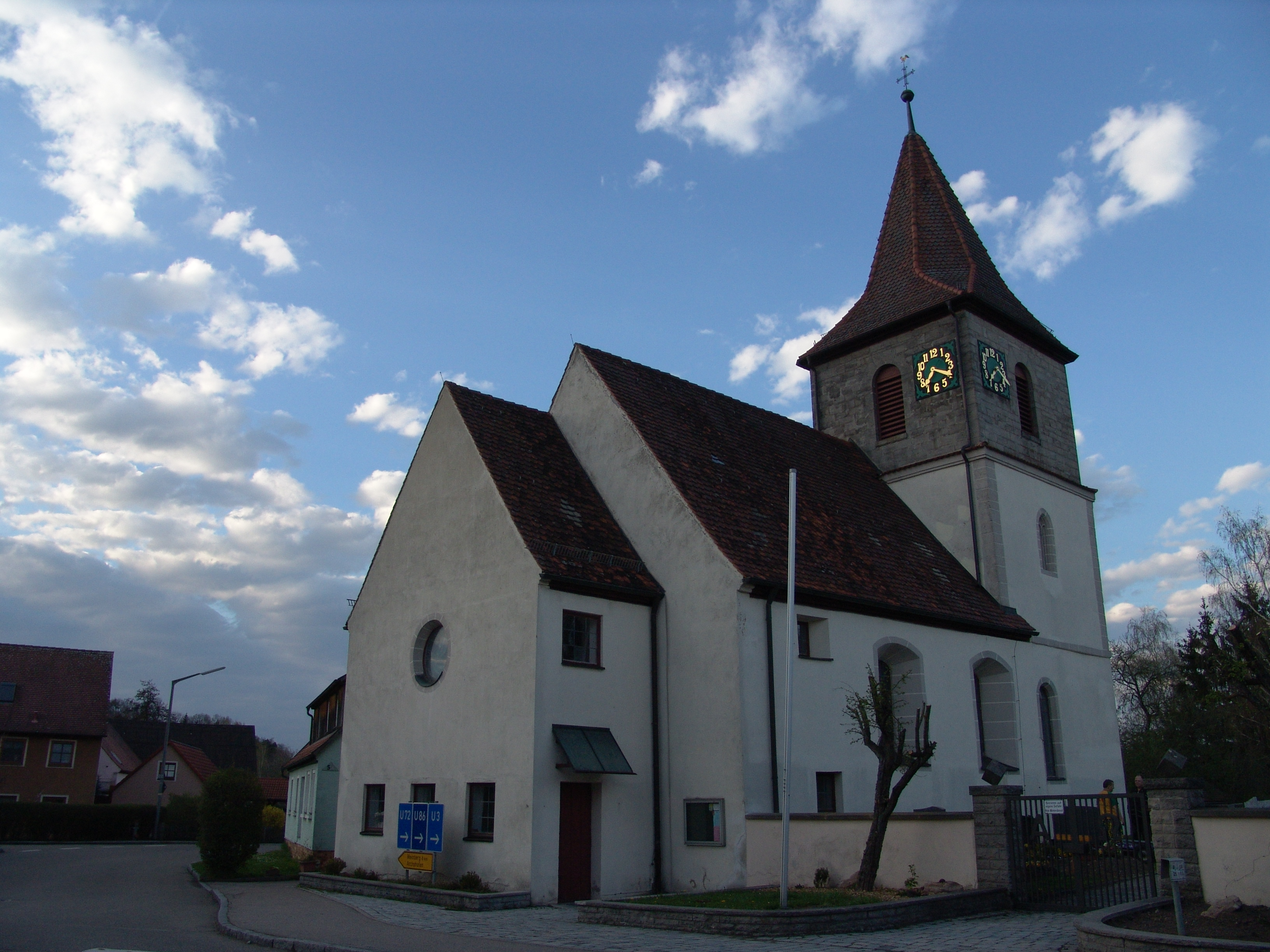
Kirche St. Maria in Dorfgütingen

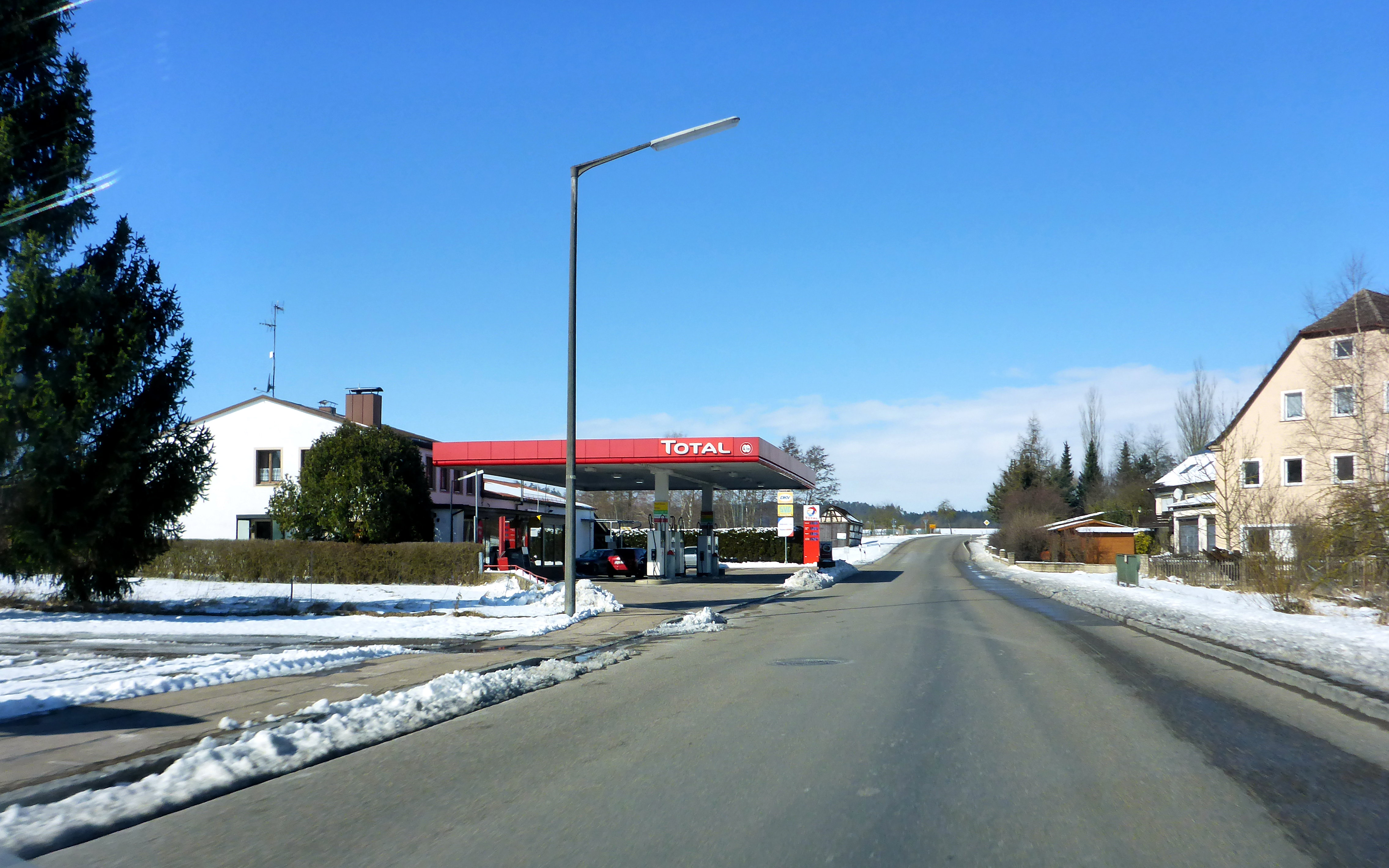
Dorfgütingen Tankstelle: „Total“

Dorfgütingen ist ein Gemeindeteil der Stadt Feuchtwangen im mittelfränkischen Landkreis Ansbach in Bayern. Die Gemarkung Dorfgütingen hat eine Fläche von 11,915 km².  Sie ist in 1154 Flurstücke aufgeteilt, die eine durchschnittliche Fläche von 10.325,13 m² haben. In ihr liegen neben dem namensgebenden Ort die Gemeindeteile Archshofen, Bonlanden, Böhlhof, Bühl, Dornberg, Krobshäuser Mühle, Neidlingen und Rödenweiler.

## Geografie
Das Pfarrdorf bildet mit dem nördlich gelegenen Archshofen eine geschlossene Siedlung, die auf einer flachhügeligen Ebene liegt, die aus Grünland mit einzelnem Baumbestand und Ackerland besteht. Zwischen den Ortschaften fließt der Gutenbach, ein rechter Zufluss der Sulzach, der einen See speist, der zum Baden genutzt werden kann. Der Mühlgraben mündet in Dorfgütingen als rechter Zufluss in den Gutenbach.
Die Bundesstraße 25 führt an Krobshausen vorbei nach Banzenweiler (2,3 km südlich) bzw. zur Anschlussstelle 49 der Bundesautobahn 6 (2 km nordwestlich). Die Kreisstraße AN 36 führt nach Archshofen (0,3 km nördlich). Eine Gemeindeverbindungsstraße führt nach Breitenau zur AN 36 (2,7 km westlich). Der Haltepunkt Dorfgütingen liegt an der Bahnstrecke Nördlingen–Dombühl, die jedoch nur sporadisch befahren wird.

## Geschichte
Der Ort war der Stammsitz der Herren von Gütingen. Im Jahr 1431 ließ Peringer von Gütingen eine Kapelle für sich erbauen, die er noch vor seinem Ableben der Gemeinde schenkte. Im Jahr 1452 stiftete Ulrich von See der Kapelle eine ewige Frühmesse, wenig später entstand eine Pfarrei, die dem Stift Feuchtwangen unterstand. Mit der Einführung der Reformation im Fürstentum Ansbach wurde das im Oberamt Feuchtwangen befindliche Stift säkularisiert.
Dorfgütingen hatte seit 1551 einen protestantischen Pfarrer. Durch den Dreißigjährigen Krieg wurde der Ort schwer getroffen, so dass nur noch wenige Haushalte bewohnt waren und die Pfarrei 1637 mit der von Feuchtwangen verbunden werden musste. Die Selbständigkeit erlangte diese erst 1669 wieder.
Dorfgütingen bildete von Anbeginn eine Realgemeinde mit dem nördlich gelegenen Archshofen. Es lag im Fraischbezirk des ansbachischen Oberamtes Feuchtwangen. Im Jahr 1732 gab es 30 Anwesen. Grundherren waren
- das Oberamt Feuchtwangen:
  - Stiftsverwalteramt Feuchtwangen: 8 Anwesen,
  - Stadtvogteiamt Feuchtwangen: 1 Anwesen,
  - Klosterverwalteramt Sulz: 6 Anwesen
  - Kastenamt Feuchtwangen: 2 Anwesen, 1 Anwesen mit Taberngerechtigkeit, 1 Anwesen,
  - Pfarrei Dorfgütingen: 7 Anwesen, 2 Anwesen mit Backrecht, 1 Anwesen mit Schmiede;
- die Reichsstadt Dinkelsbühl: 1 Mahl- und Sägemühle.

Außerdem gab es noch 1 Kirche mit Friedhof, 1 Pfarrhaus und 1 Schulhaus. An diesen Verhältnissen änderte sich bis zum Ende des Alten Reiches nichts. Von 1797 bis 1808 unterstand der Ort dem Justiz- und Kammeramt Feuchtwangen.
1806 kam Dorfgütingen an das Königreich Bayern. Mit dem Gemeindeedikt (frühes 19. Jahrhundert) wurde der Steuerdistrikt Dorfgütingen gebildet. Zu diesem gehörten Archshofen, Bonlanden, Dornberg, Hinterbreitenthann, Krobshäuser Mühle, Neidlingen, Oberdallersbach, Rödenweiler, Wolfsmühle und Zumloch gehörten. Wenig später entstand die Ruralgemeinde Dorfgütingen mit den Orten Archshofen, Bonlanden, Böhlhof, Bühl, Dornberg, Krobshäuser Mühle, Neidlingen und Rödenweiler. Sie war in Verwaltung und Gerichtsbarkeit dem Landgericht Feuchtwangen und in der Finanzverwaltung dem Rentamt Feuchtwangen zugeordnet (1919 in Finanzamt Feuchtwangen umbenannt). Ab 1862 gehörte Dorfgütingen zum Bezirksamt Feuchtwangen (1939 in Landkreis Feuchtwangen umbenannt) und von 1943 bis 1973 zum Finanzamt Dinkelsbühl, seit 1973 zum Finanzamt Ansbach. In der Gerichtsbarkeit blieb das Landgericht Feuchtwangen zuständig (1879 in Amtsgericht Feuchtwangen umbenannt), seit 1973 ist es das Amtsgericht Ansbach. Die Gemeinde hatte 1964 eine Gebietsfläche von 11,858 km². Im Zuge der Gebietsreform in Bayern wurde diese am 1. Januar 1972 nach Feuchtwangen eingemeindet.

### Baudenkmäler
- Haus Nr. 26: evangelisch-lutherische Pfarrkirche St. Maria, Chorturmkirche, um 1400, mehrfache Umbauten; mit Ausstattung; Friedhof, Ummauerung wohl im Kern spätmittelalterlich, mit Grabsteinen.[15]
- Haus Nr. 27: Pfarrhaus, zweigeschossiger Walmdachbau mit hohem Kellergeschoss, mit Ecklisenen, Freitreppe, von Johann Michael Karg, 1788.[15]
- Haus Nr. 37: Gasthaus, zweigeschossiger Walmdachbau, Mittelrisalit mit Zwerchgiebel, mit Lisenen- und Geschossgliederung, bez. 1851.[15]
- Haus Nr. 39: Wohngebäude, zweigeschossiger giebelständiger Satteldachbau, mit Fachwerkobergeschoss und Fachwerkgiebel, frühes 18. Jahrhundert (bez. 1706); Scheune, eingeschossiger Satteldachbau, mit Fachwerkgiebel, 19. Jahrhundert[15]

### Einwohnerentwicklung
Gemeinde Dorfgütingen
| Jahr      | 1818   | 1840   | 1852   | 1855   | 1861   | 1867   | 1871   | 1875   | 1880   | 1885   | 1890   | 1895   | 1900   | 1905   | 1910   | 1919   | 1925   | 1933   | 1939   | 1946   | 1950   | 1952   | 1961   | 1970   |
| Einwohner | 481    | 495    | 522    | 534    | 520    | 513    | 536    | 643    | 589    | 553    | 543    | 514    | 501    | 515    | 539    | 557    | 515    | 487    | 465    | 677    | 680    | 639    | 557    | 542    |
| Häuser    | 85     | 89     |        |        |        |        | 99     |        |        | 111    | 108    |        | 111    |        |        |        | 111    |        |        |        | 109    |        | 109    |        |
| Quelle    | [ 10 ] | [ 17 ] | [ 18 ] | [ 18 ] | [ 19 ] | [ 20 ] | [ 21 ] | [ 22 ] | [ 23 ] | [ 24 ] | [ 25 ] | [ 18 ] | [ 26 ] | [ 18 ] | [ 27 ] | [ 18 ] | [ 28 ] | [ 18 ] | [ 18 ] | [ 18 ] | [ 29 ] | [ 18 ] | [ 12 ] | [ 30 ] |

Ort Dorfgütingen
| Jahr      | 001818 | 001840 | 001861 | 001871 | 001885 | 001900 | 001925 | 001950 | 001961 | 001970 | 001987 |
| Einwohner | 194    | 204    | 227    | 220    | 231    | 229    | 235    | 374    | 240    | 237    | 202    |
| Häuser    | 35     | 45     |        |        | 52     | 48     | 50     | 52     | 52     |        | 55     |
| Quelle    | [ 10 ] | [ 17 ] | [ 19 ] | [ 21 ] | [ 24 ] | [ 26 ] | [ 28 ] | [ 29 ] | [ 12 ] | [ 30 ] | [ 1 ]  |

## Religion
Der Ort ist Sitz der Pfarrei St. Maria, seit der Reformation evangelisch-lutherisch. Die Einwohner römisch-katholischer Konfession gehören zur Pfarrei St. Ulrich und Afra (Feuchtwangen).

## Veranstaltungen
Seit Sommer 2025 ist Dorfgütingen Austragungsort für das Metal Festival MeadoW, welches seine Premiere 2024 in Feuchtwangen feierte, aber aufgrund der gleichzeitig stattfindenden Kreuzgangspiele Feuchtwangen an den Stausee umziehen musste.